# Dębosz (rodzaj)
Dębosz (Aesalus) – rodzaj chrząszczy z rodziny jelonkowatych i podrodziny Aesalinae.
Chrząszcze niewielkich rozmiarów, wyglądem przywodzące na myśl modzelatkowate. Ciała mają krępej budowy, z wierzchu porośnięte odstającymi, grubymi szczecinkami. Głowę cechują oczy nie wykrojone przez wypustkę policzka (canthus), brak rożka oraz czułki zwieńczone trójczłonowymi buławkami. Zarówno u samców jak i u samic żuwaczki nie są mocno wysunięte do przodu. Przedplecze ma tylną krawędź pozbawioną obrzeżenia.
Przedstawiciele rodzaju zamieszkują Amerykę Północną, Azję i Europę. Jedynym gatunkiem występującym w Europie, w tym w Polsce jest dębosz żukowaty.
Rodzaj ten wprowadzony został w 1801 roku przez Johana Christiana Fabriciusa. Należą do niego następujące gatunki:
- Aesalus imanishii
- Aesalus sichuanensis
- Aesalus asiaticus
- Aesalus scarabaeoides – dębosz żukowaty
- Aesalus smithi
- Aesalus ulanowskii